# Chopinite
La chopinite è un minerale analogo alla sarcopside ma maggiormente ricco in magnesio. È stato scoperto nel 2006 in Antartide; è  un cristallo incolore e trasparente, biassiale (-), α 1,595(2)°, β 1,648(2)°, γ 1,656(2)° (589 nm).

## Morfologia
La sarcopside e la chopinite sono simili all'olivina ma a differenza di questa presentano delle lacune che provocano una disposizione disordinata degli ottaedri, causata dalla valenza +5 del fosforo.